# Schochista Chodschaschewa
Schochista Chodschaschewa (kasachisch Шохиста Ходжашева Şohista Hodjaşeva; * 3. Februar 1995) ist eine ehemalige kasachische Fußballspielerin.

## Karriere

### Verein
Chodschaschewa begann ihre Karriere beim kasachischen Verein Oqschetpes Kökschetau. Im Oktober 2018 wechselte sie in die Türkei zu Hakkarigücü Spor. In der Saison 2022/23 spielte sie für Trabzonspor.

### Nationalmannschaft
Zwischen 2017 und 2018 war Chodschaschewa in der kasachischen Frauen-Nationalmannschaft aktiv. Sie absolvierte mindestens fünf Länderspiele und nahm unter anderem an der Qualifikation zur FIFA-Frauen-Weltmeisterschaft 2019 teil.